# أمبيرون
أمبيرون Ampyrone هو مستقلب الأمينوبيرين مع مسكن, له خصائص مضادة للالتهاب وخافضة للحرارة. لأنه يسبب ندرة محببات فإنه لا يوصى باستخدامه. يستخدم كوسيط في التفاعل الكيميائي الذي ينتج عنه البيروكسيدات أو الفينولات. يحفز ميكروزومات الكبد كما يستخدم لقياس الماء خارج الخلوي.

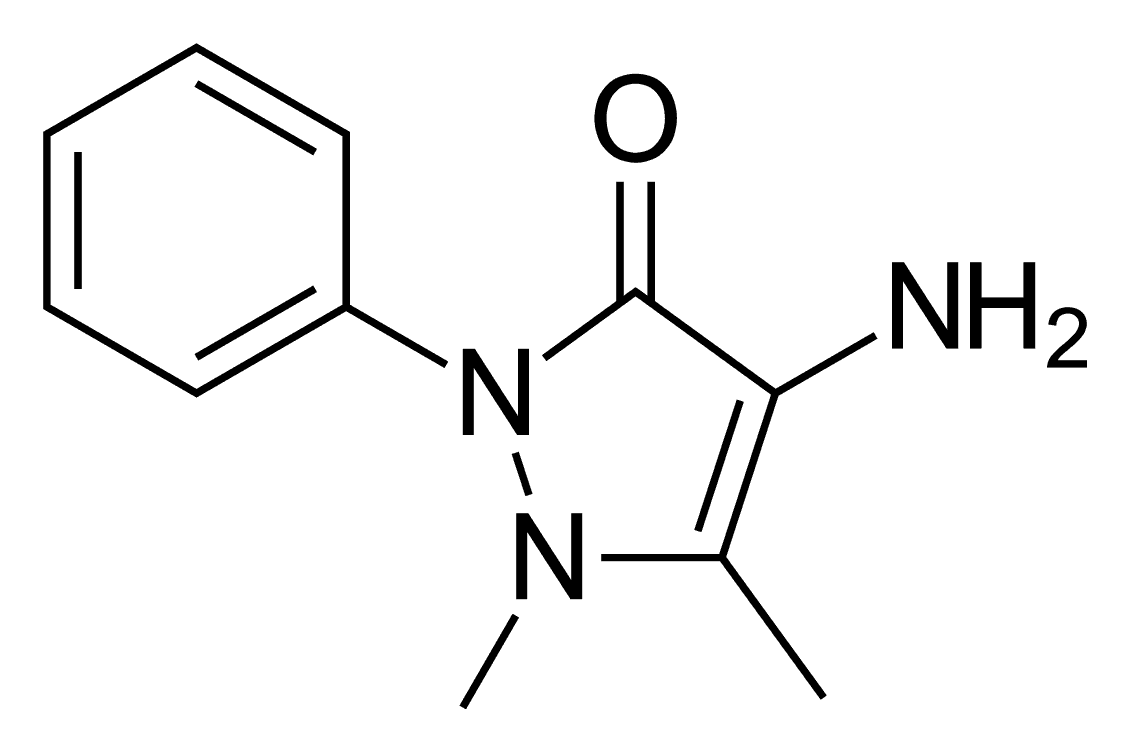

## الصيغة الكيميائية
C11H13N3O